# أدولف هيرمي هيرشل
أدولف هيرمي هيرشل (بالألمانية: Adolf Hirémy-Hirschl) (1860-1933) فنانًا يهوديًا مجريًا  معروفًا بالرسم التاريخي والأسطوري، لا سيما في الموضوعات المتعلقة بروما القديمة. ضاعت بعض لوحاته التاريخية الرئيسية، واحتفظ ورثته بالعديد من أعماله الصغيرة حتى أوائل الثمانينيات. على الرغم من أنه كان أحد أكثر الفنانين نجاحًا في فيينا، إلا أن هذه الظروف، جنبًا إلى جنب مع صعود غوستاف كليمت وحركة الانفصال الفيينية في فيينا، وضعوا سمعته في حالة خسوف.

## التعليم والمهنة
ولد هيرمي هيرشل في 31 يناير 1860 في تيميسفار في المجر  ، لكنه سافر في سن مبكرة إلى فيينا للدراسة. حصل على منحة دراسية لحضور أكاديمية الفنون الجميلة في فيينا في عام 1878. وفاز بالجائزة الأولى بعد ذلك بعامين، تليها في عام 1882 جائزة سمحت له بالسفر إلى روما.
كان لوقته في روما تأثير كبير على اختياره للموضوع. بعد عودته إلى فيينا، أنتج اللوحة القماشية المشهورة طاعون روما (1884)، وهو عمل فني ضاع مع الزمن. تمتع هيرشل بمسيرة مهنية ناجحة مع العديد من المديح والثناء على أعماله التاريخية والاستعارية، وبلغت ذروتها في الجائزة الإمبراطورية في عام 1891. أثناء صعود كليمت وحركة الانفصال الفيينية، بدأ في استخدام اسم «أدولف هيرمي» وانتقل إلى روما، حيث أمضى آخر 35 عامًا من حياته كعضو بارز في مجتمع الفن المغترب. في عام 1904 ، تم عرض سبعين من أعماله بأثر رجعي. تم قبوله في أكاديمية سان لوكا في عام 1911.
كان أحد أعماله الأخيرة هو سيك ترانزيت (1912)، وهو عمل متعدد الأشكال حول سقوط الإمبراطورية الرومانية وصعود المسيحية. احتفظ ورثته بحيازة الاستوديو الخاص به لعقود بعد وفاته. أصبح عددًا كبيرًا من رسوماته وألوانه المائية وألوان الباستيل والرسومات الزيتية علنية فقط في أوائل الثمانينيات.
توفي في روما في السابع من أبريل عام 1933 ودفن في مقبرة البروتستانت بروما.

## كفنان

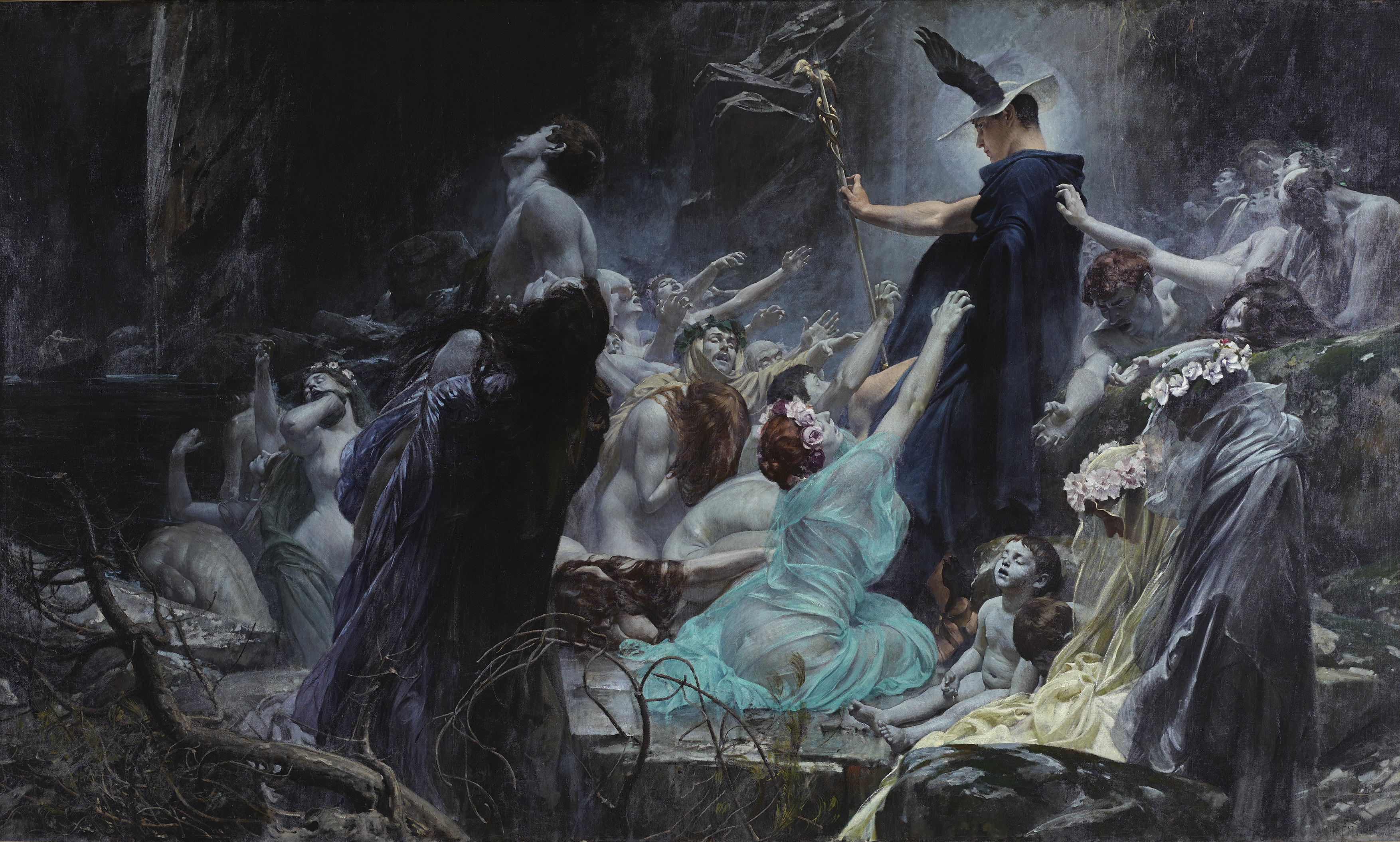
أرواح على ضفاف نهر أشيرون رسمها سنة 1898. تصور الإله هيرميس. الآن ضمن مقتنيات متحف بيلفيدير، فيينا

يعتبر أدولف هيرمي هيرشل رسامًا بارعًا. كانت دراساته العديدة في الشكل والأقمشة من الفحم أو الطباشير تهدف في الغالب إلى أن تكون دراسات تحضيرية للرسم. تعتبر لوحته أرواح على ضفاف نهر أشيرون 1898 نموذج مثالي عن الفن الكلاسيكي، تصور اللوحة الإله هيرميس وهو يقود الموتى إلى العالم السفلي من أجل الوصول إلى مثواهم الأخير. هيرشل كما أنتج دراسات للمناظر الطبيعية في ألوان الباستيل والألوان المائية والغواش. التجزؤ هو سمة من سمات رسوماته، «المحاولة المستمرة لإتقان الجزء الفردي والتي تمثل في نفس الوقت وسيلة للهروب من الإكمال والتوليف».
كذلك تعتبر بعض لوحاته رمزية إلى حد كبير. مثل لوحته أحشويروش في نهاية العالم 1888 تصور اليهودي التائه في لوحة محدودة الألوان الأزرق والرمادي والأسود والأبيض، مع لمسات من الذهب ودفء طويل الأمد في لون لحم المرأة العارية في المقدمة. اليهودي التائه هو آخر رجل في البرية القطبية، عالقًا بين ملاك الأمل وشبح الموت. أمامه تكمن شخصية أنثى ساقطة، تجسيدًا للإنسانية الميتة، حيث تدور الغربان بشكل مشؤوم. تشع من الملاك البعيد الذي يحوم أمام سماء عاصفة ".

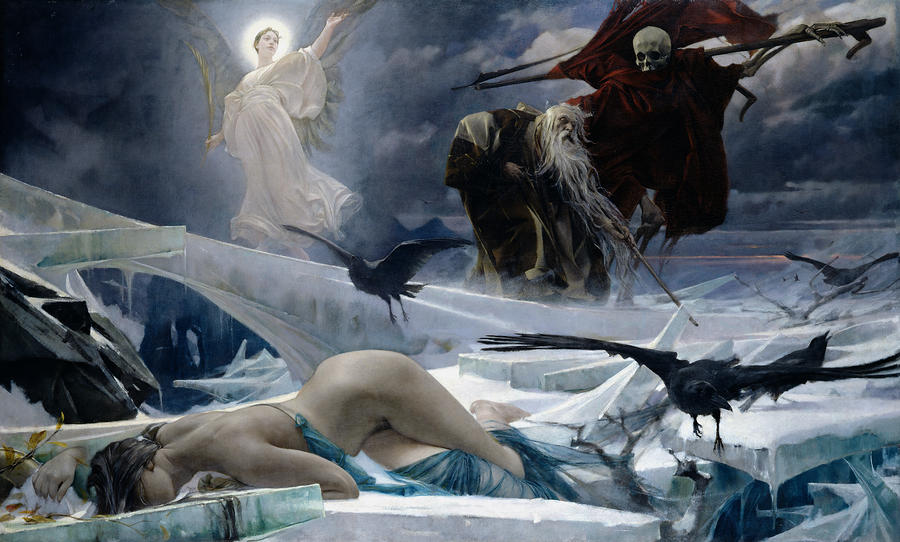
أحشويروش في نهاية العالم رسمها سنة 1888. تصور اليهودي التائه. اللوحة ضمن مجموعة خاصة.

## معرض الصور

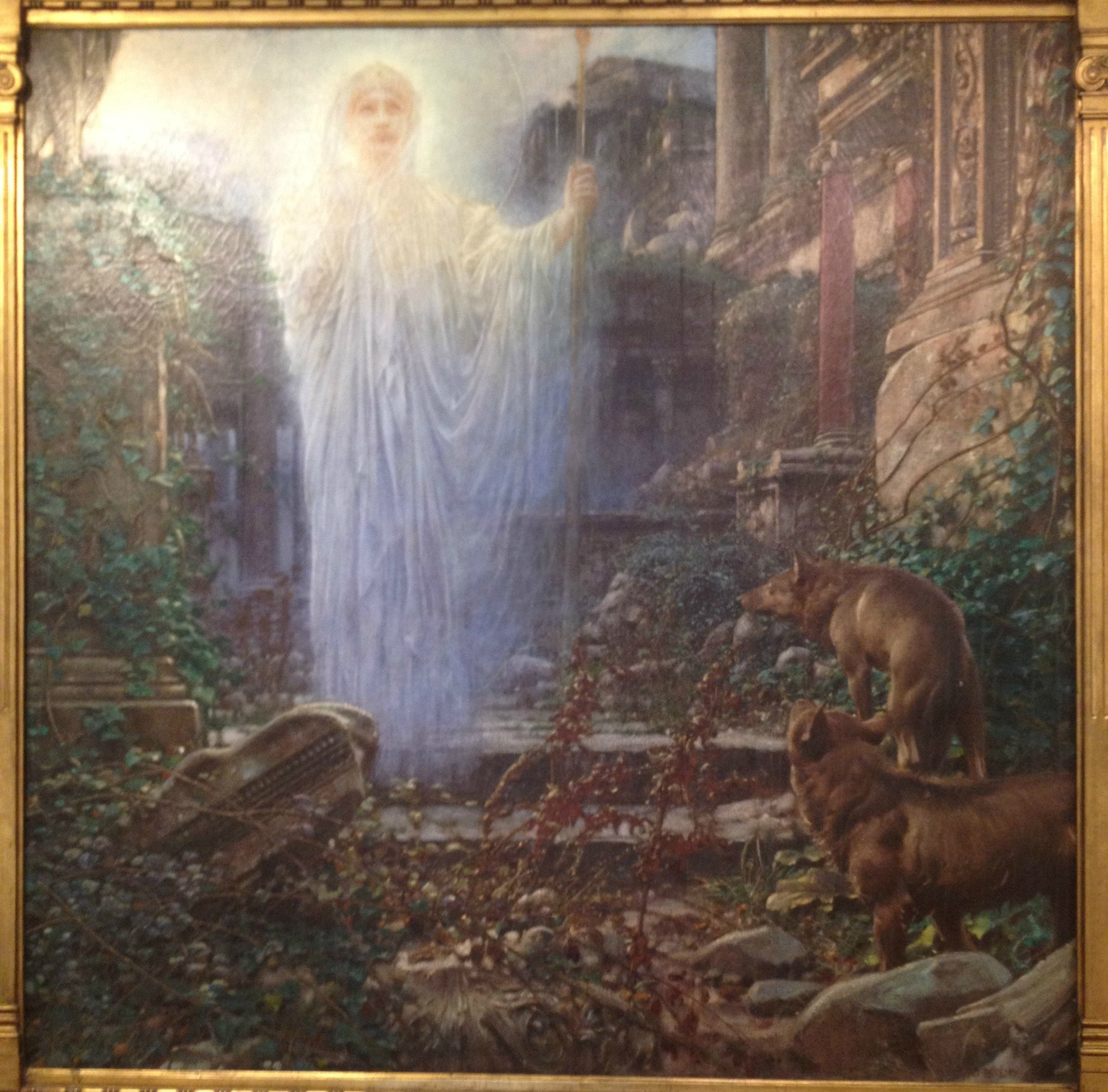
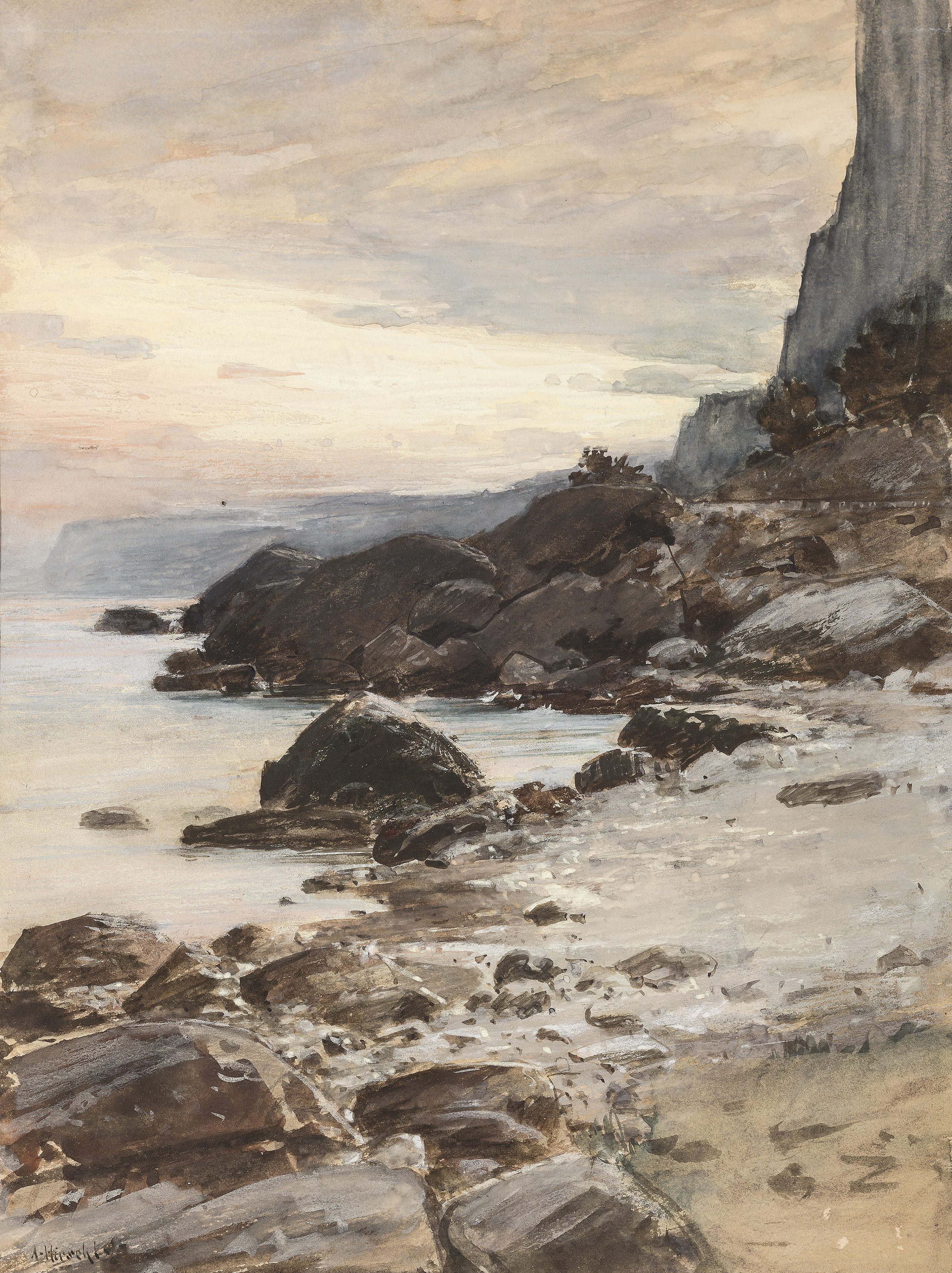
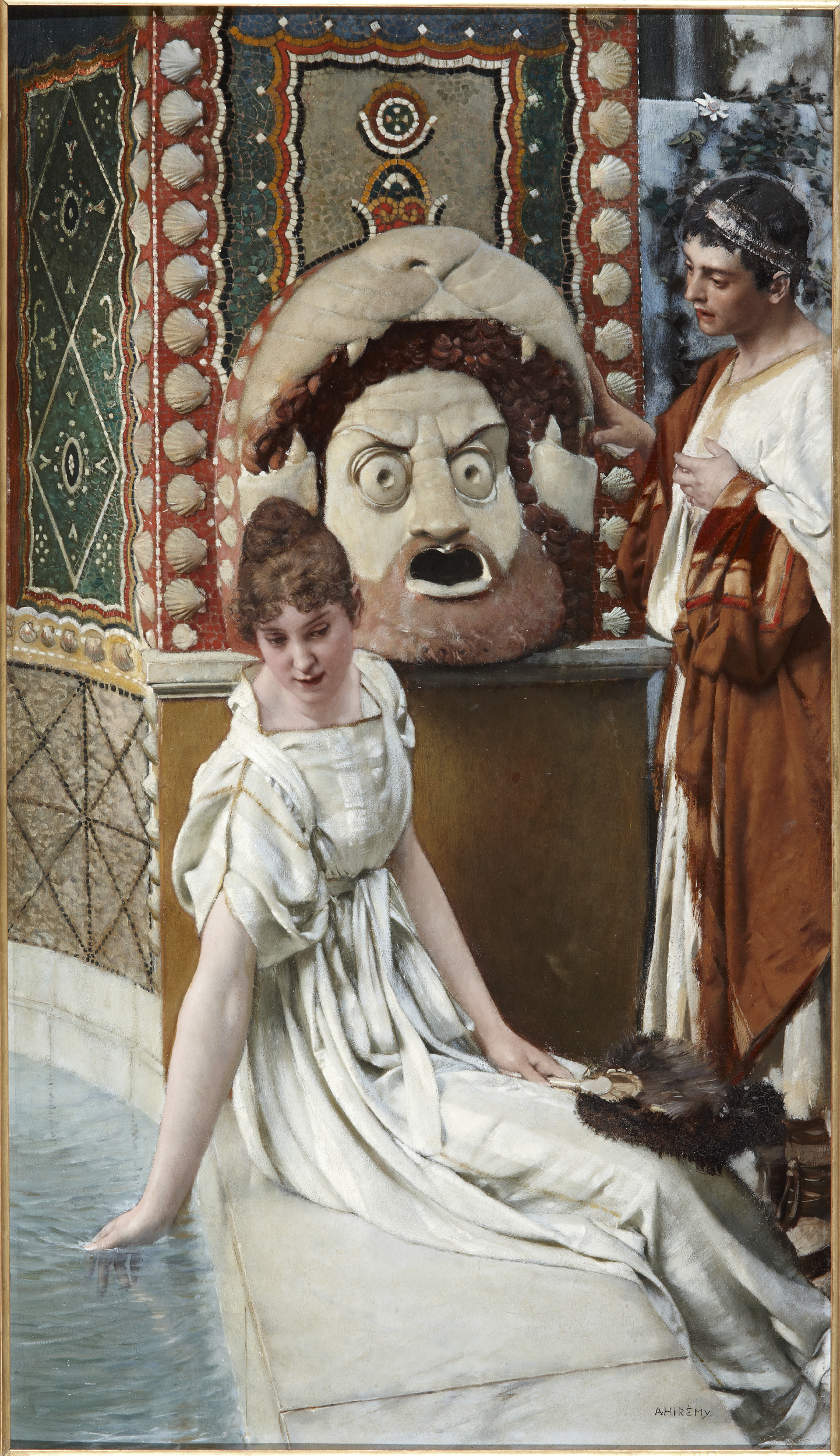
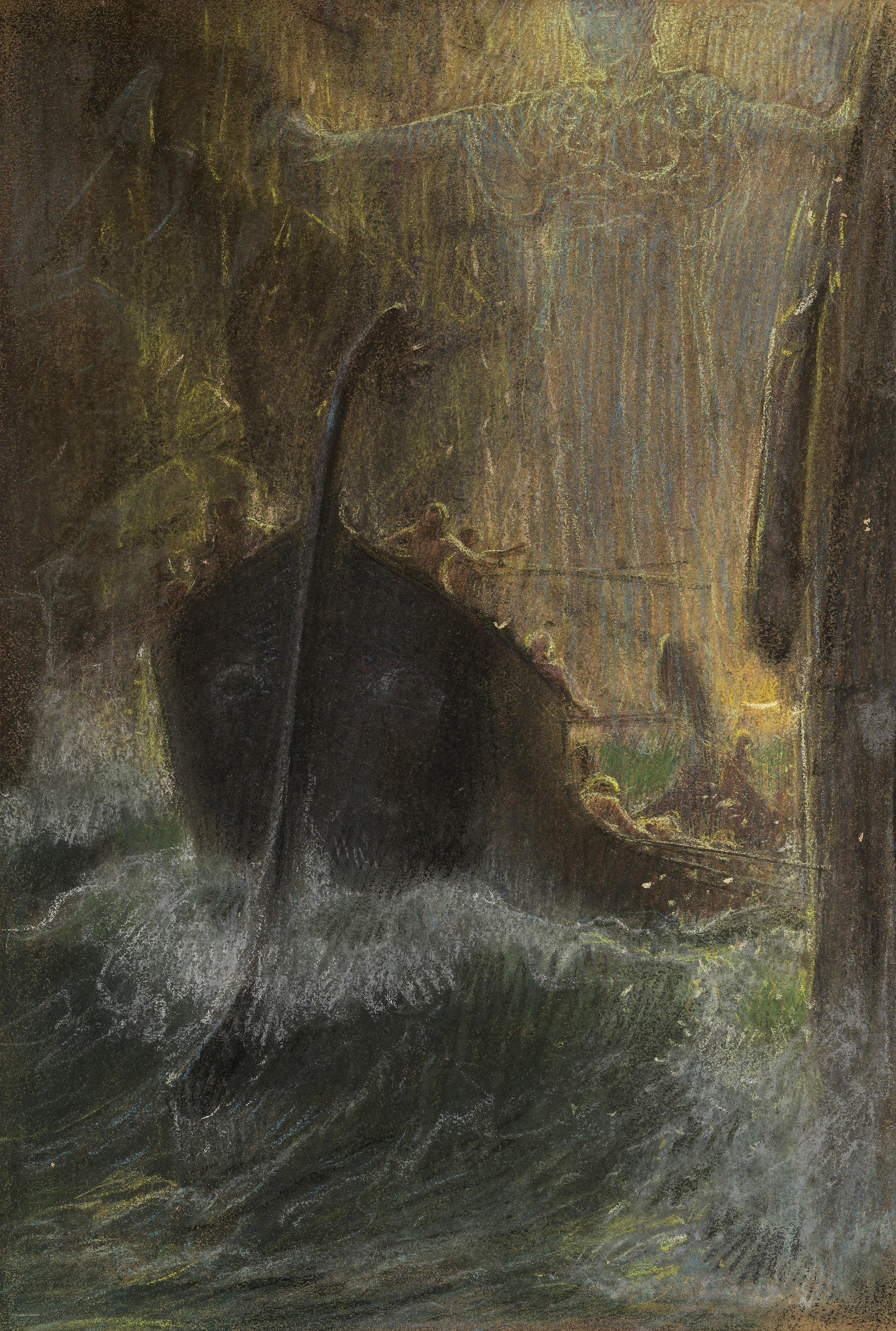
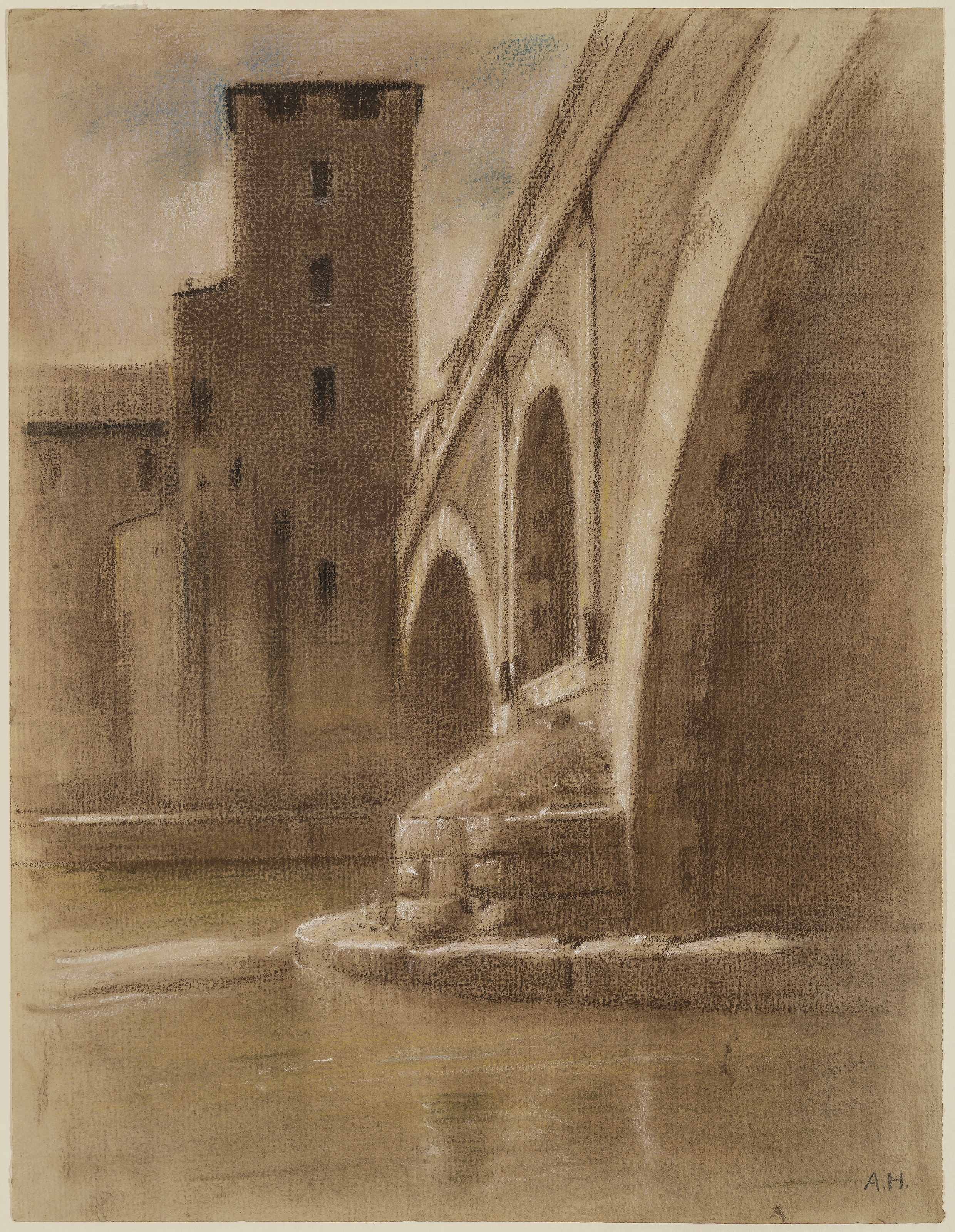
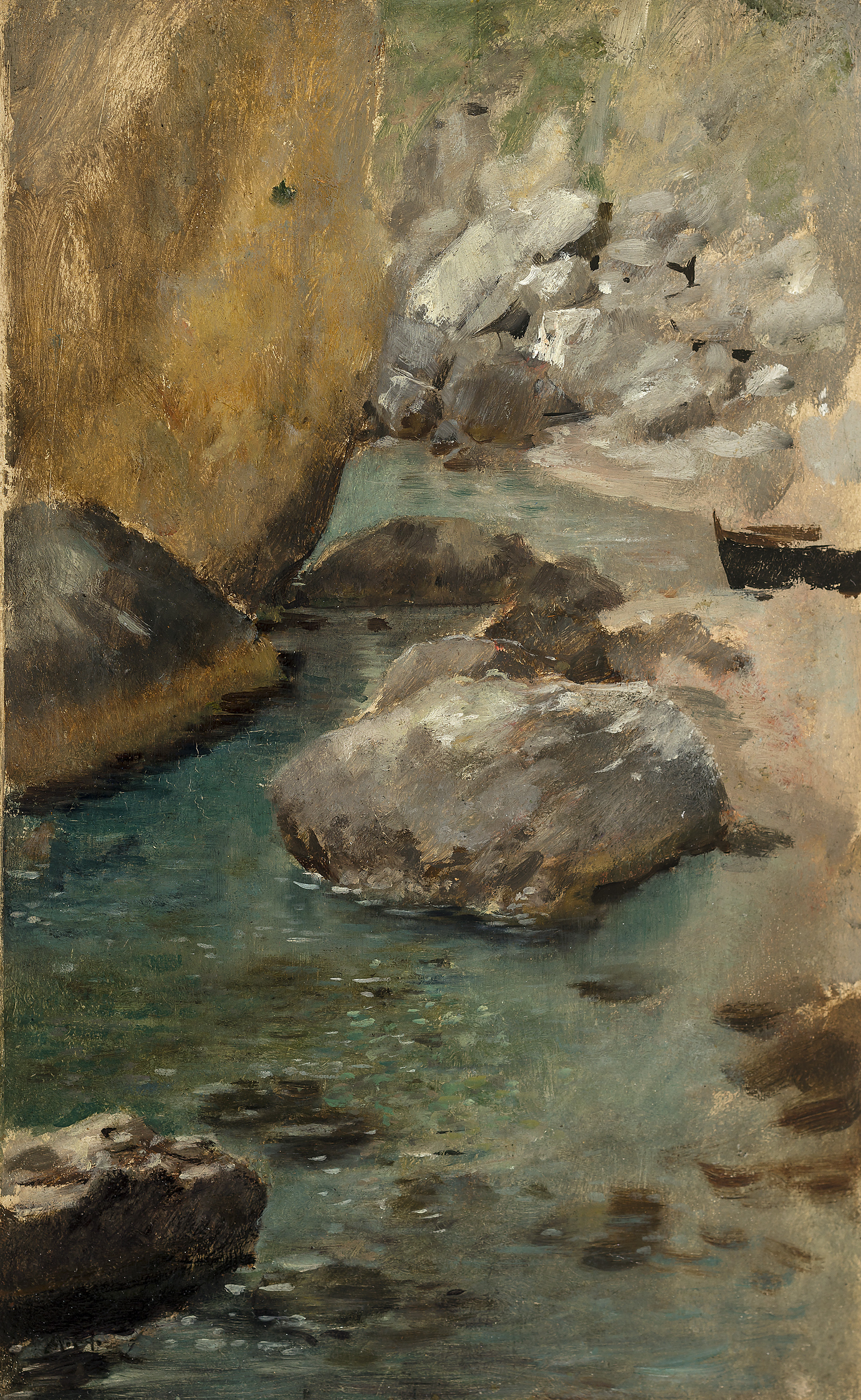
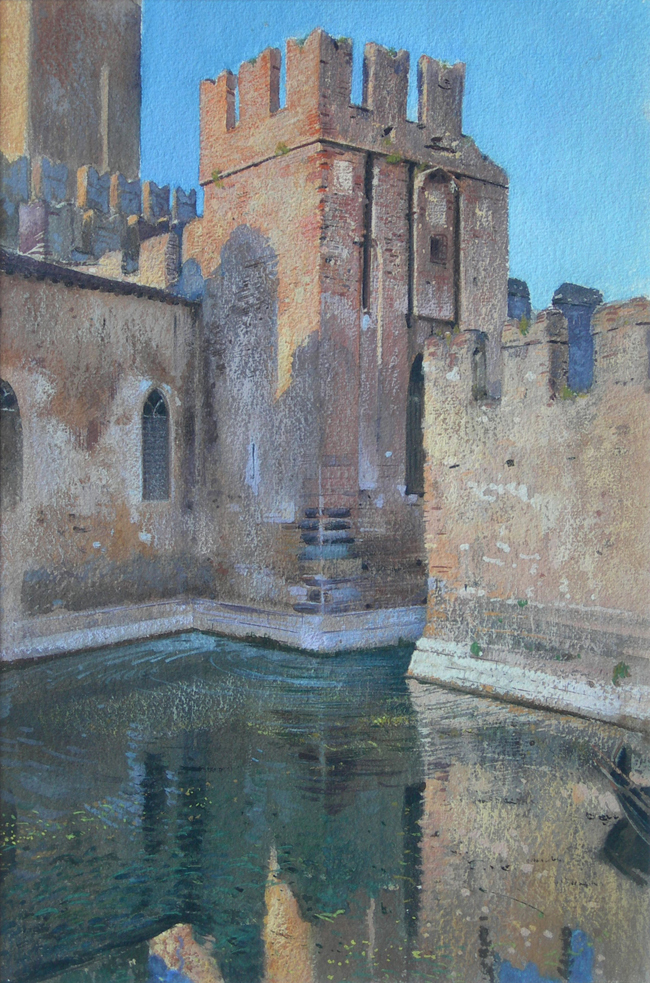
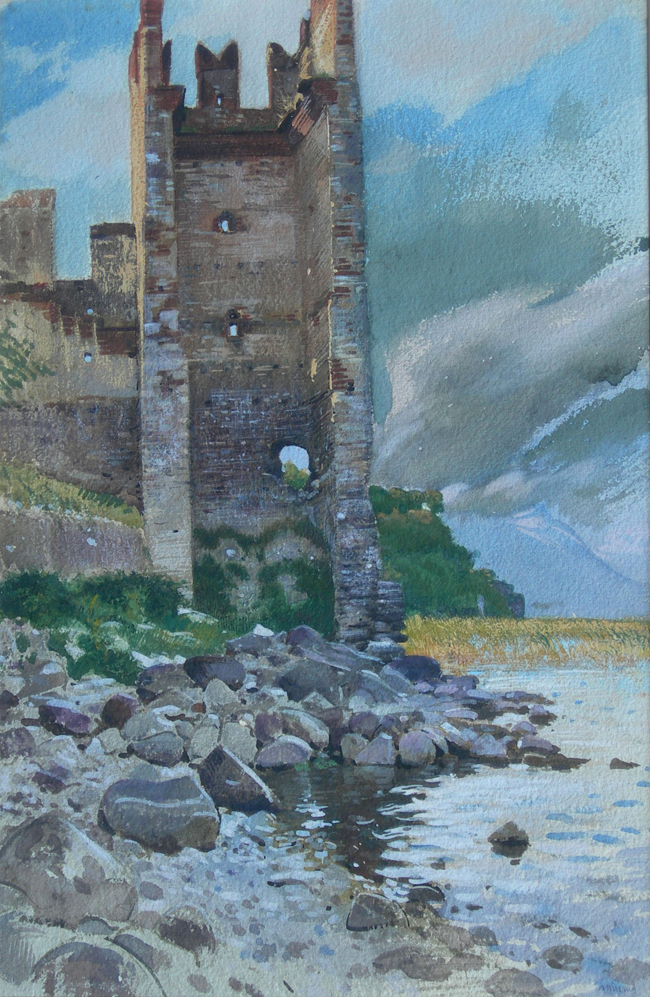
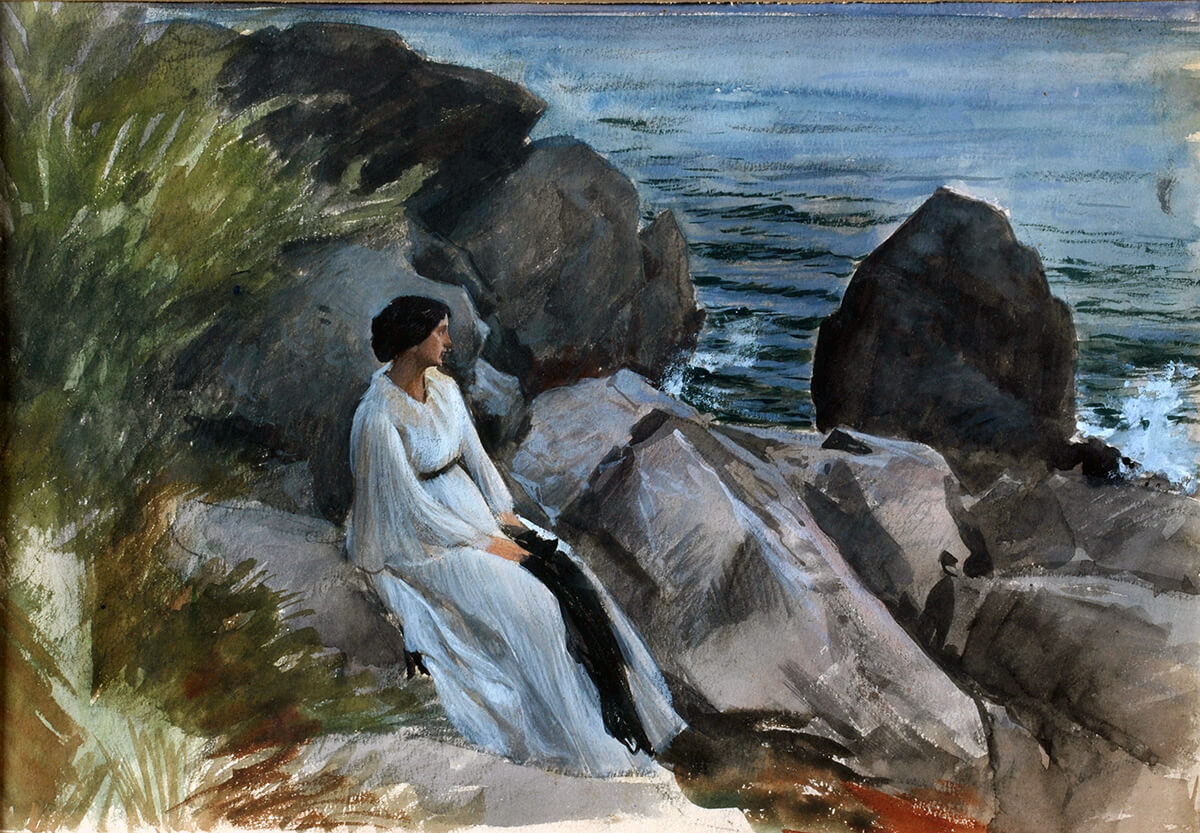
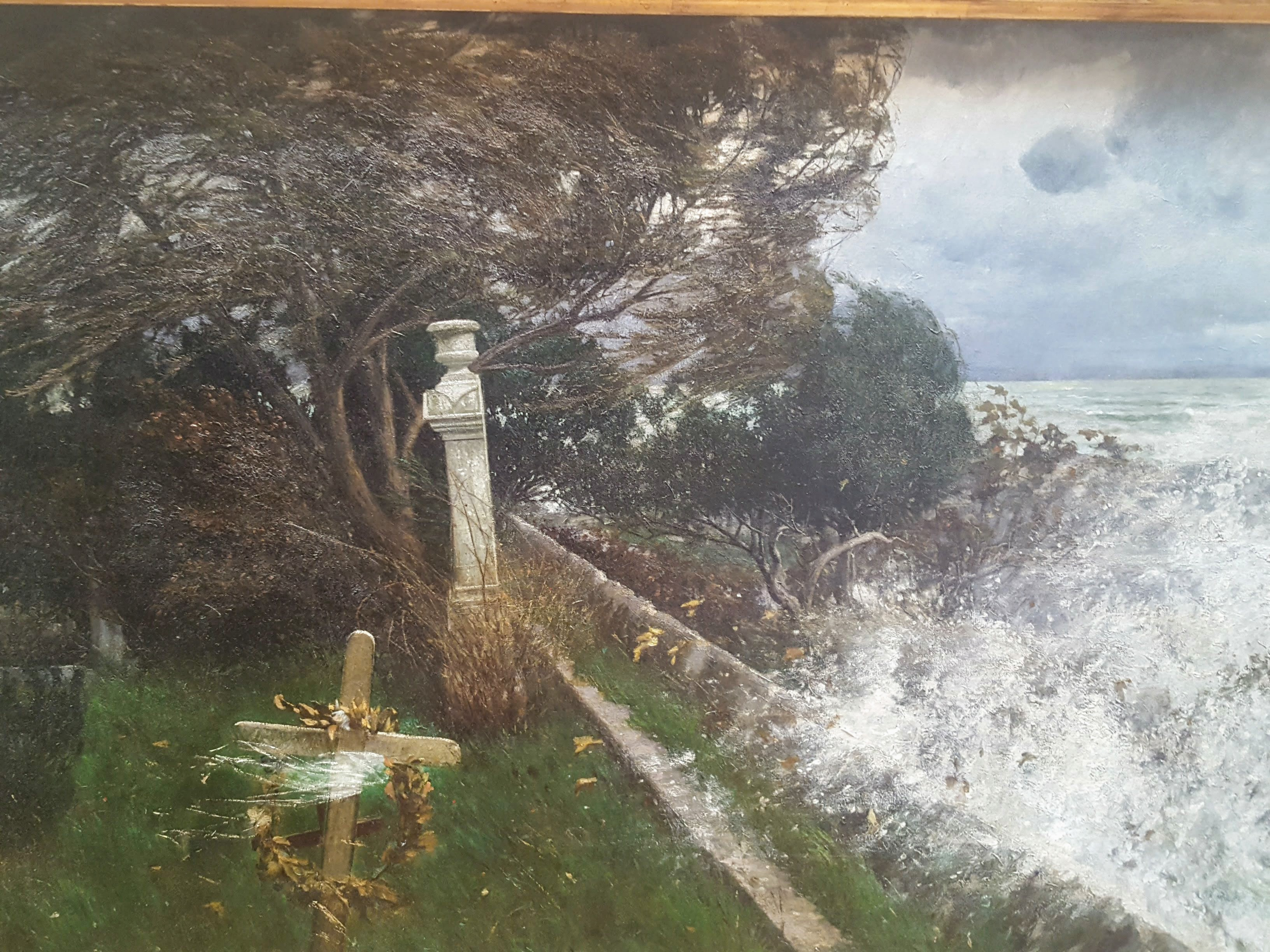
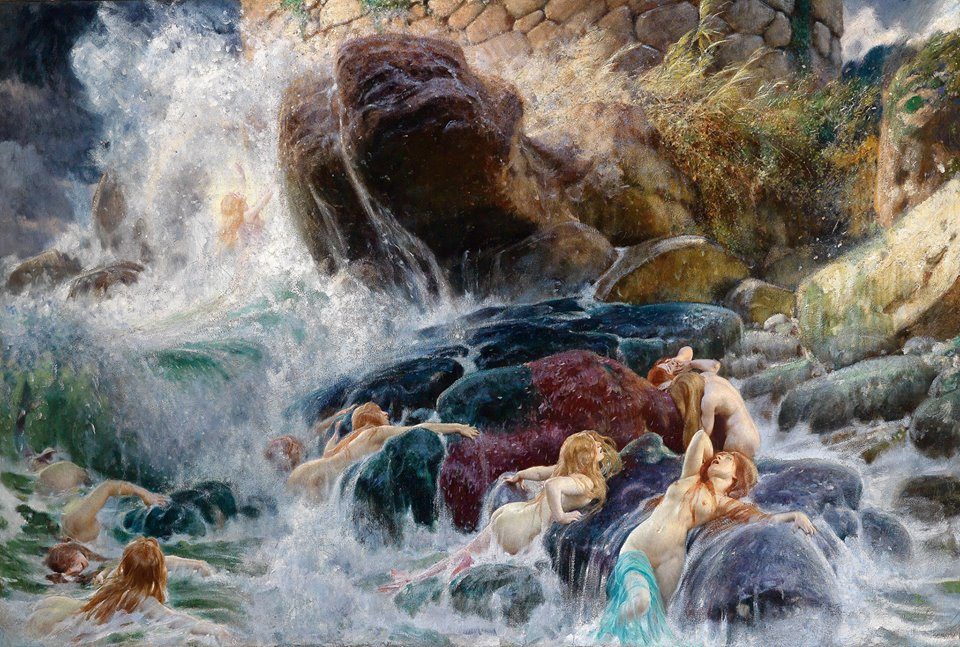